# Sousceyrac-en-Quercy
Sousceyrac-en-Quercy is een gemeente in het Franse departement Lot (regio Occitanie). De plaats maakt deel uit van het arrondissement Figeac. Sousceyrac-en-Quercy is op 1 januari 2016 ontstaan door de fusie van de gemeenten Calviac, Comiac, Lacam-d'Ourcet, Lamativie en Sousceyrac. De gemeente telde 1.335 inwoners op 1 januari 2022.

## Geografie
De oppervlakte van Sousceyrac-en-Quercy bedroeg op 1 januari 2022 140,3 vierkante kilometer; de bevolkingsdichtheid was toen 9,5 inwoners per km².

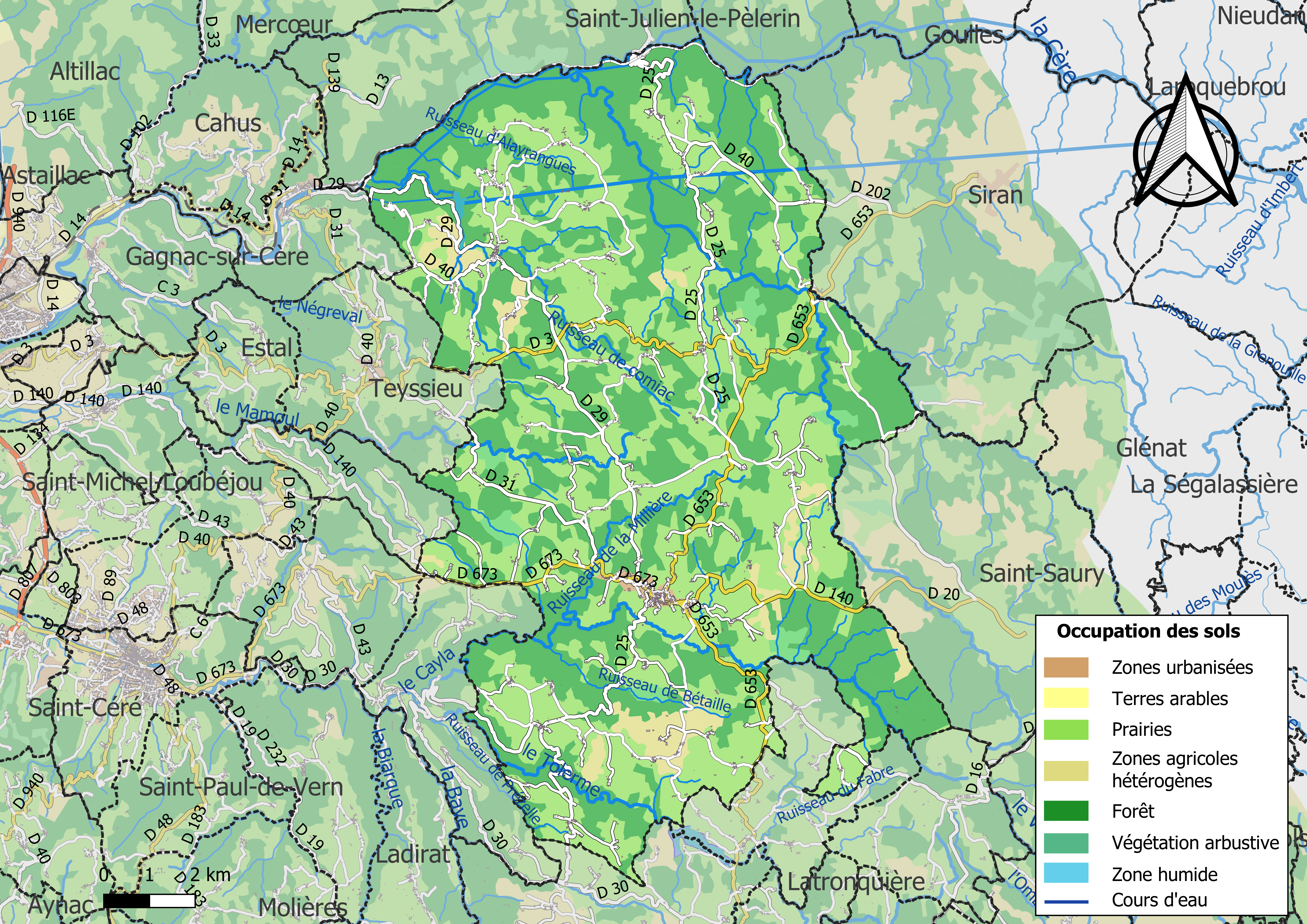
Kaart van de gemeente met de belangrijkste infrastructuur, bodemgebruik en omliggende gemeenten